# Молинос, Мигель де
Мигель де Моли́нос (исп. Miguel de Molinos; 13 июня 1628, Муньеса — 28 декабря 1696, Рим) — испанский богослов, мистик, главный представитель квиетизма.

## Биография
Родился в испанской провинции Арагон 13 июня 1628 года.
С 1646 года учился в иезуитской коллегии Святого Павла в Валенсии, там же получил степень доктора богословия и священнический сан (1652). Служил в валенсианской церкви Святого Андрея, славился даром проповедника. В 1662 году примкнул к аскетическому братству Школа Христова. В 1663 году был послан в Рим, где приобрёл большую известность как богослов, проповедник и духовный наставник; среди его воспитанников был будущий папа Иннокентий XI. Широко читалась и обсуждалась его книга «Духовный путеводитель» (первое издание, на итальянском языке — 1675; была переведена на латынь, английский, французский, испанский и нидерландский языки; за шесть лет, с 1675 по 1681 год, вышло 20 (!) изданий этой книги — см.: Дж. Омэнн О. Р. Христианская духовность в католической традиции). Книга стала манифестом квиетизма — учения, подчеркивающего верховное значение божественной благодати и необходимость полного смирения воли грешника, который приходит в этом самоотречении к пассивному созерцанию божества и высшему умиротворению в этом акте.
С резкой критикой Молиноса выступили иезуиты, против него был возбуждён инквизиционный процесс (большинство его документов оказались позднее уничтожены в ходе наполеоновских войн); 18 июля 1685 года Молинос был арестован и заключён в тюрьму. Два года шло рассмотрение его сочинений (включая и множество писем) и, наконец, 68 из отобранных 263 положений его мировоззрения были осуждены Папской комиссией; 28 августа 1687 года Священная конгрегация осудила взгляды Молиноса и вынудила его 13 сентября того же года публично признать ошибки при стечении верующих в римской церкви Санта-Мария-сопра-Минерва. Папская булла Coelestis pastor (Пастырь небесный) в ноябре 1687 года признала Молиноса еретиком. Приговоренный к пожизненному заключению, он в одеянии кающегося грешника и за постоянным чтением молитв провёл в тюремном застенке девять лет (здесь его несколько раз подвергали пыткам), а потом переведён в монастырь, где и умер 28 декабря 1696 года.

## Посмертная судьба
Впоследствии историки усмотрели в процессе и осуждении Молиноса влияние французского двора, боровшегося в этот период с собственными ересями (янсенизм), и, в частности, воздействие Боссюэ и госпожи Ментенон через их римских агентов. Для позднейших столетий Молинос стал основателем квиетизма как этического учения, сохраняющего влиятельность до нынешнего дня: им интересовались Бальзак и Джойс, пропагандистами взглядов Молиноса в Испании стали Мария Самбрано и Хосе Анхель Валенте, в Португалии Мигел Торга.
Фигура и взгляды Молиноса представлены в историческом романе английского писателя Джозефа Генри Шортхауза «Джон Инглсент» (1881), получившем в своё время широкую читательскую известность.
В Сарагосе действует учебный Институт Мигеля де Молиноса, выходит посвященный ему журнал Аканф.

## Молинос в России
Главный труд Молиноса был издан в России под названием «Духовный путеуказатель» в 1784 году в типографии известного масона Ивана Лопухина.